# Torneo de Reservas de Chile 1967
El Torneo de Reservas de Chile 1967, también conocido como Torneo de Reserva del Fútbol Profesional 1967, fue la 35.º edición del campeonato de reservas de la Primera División de Chile, organizado por la Asociación Central de Fútbol. El campeón fue Universidad Católica, que obtuvo el cuarto título consecutivo desde 1964 hasta esa temporada.

## Formato
Competían planteles de clubes del Torneo de Primera División 1967 y Segunda División. Estos equipos estaban conformados por jugadores profesionales y jóvenes valores del fútbol formativo. El campeonato comenzó con una rueda de clasificación. Finalmente, los primeros seis equipos disputaron una rueda decisiva para definir el título.

## Desarrollo
Tras un torneo disputado en forma ardua, Universidad Católica y Universidad de Chile definían el título en la última fecha. Con el antecedente de una igualdad 2:2 en la primera rueda, ambos se enfrentaban al cierre de la competición en el Estadio Independencia, propiedad de los cruzados.
Durante gran parte del campeonato, Universidad de Chile había liderado la tabla de posiciones, pero sufrió una derrota por 2:0 ante Santiago Morning antes de la última fecha. Por su parte, Universidad Católica había alcanzado la cima precisamente en esa jornada, quedando con un punto de ventaja.
El.3 de enero de 1968, se disputó el Clásico Universitario de reservas en el Estadio Independencia. A los 79 minutos, Universidad de Chile abrió la cuenta por intermedio de Alejandro Silva. Sin embargo, Universidad Católica reaccionó, y logró la igualdad tres minutos después, con tanto de Gómez. Casi en el epílogo, a los 87, Manuel Gaete convirtió el gol del triunfo y le dio el tetracampeonato de la categoría a los cruzados, que sumaban de esa forma su quinto título en la historia del Torneo de Reservas.

## Resultados

### Primera rueda
Se dispone de información de la 10.º fecha de la primera rueda. 
| Universidad Técnica | 2:1 | Universidad Católica  | S/i |
| Wanderers           | 4-0 | O'Higgins             | S/i |
| Unión Española      | 2-1 | Universidad de Chile  | S/i |
| Audax Italiano      | 3-0 | Municipal de Santiago | S/i |
| Colo-Colo           | 3:1 | Iberia                | S/i |
| Santiago Morning    | 2-0 | Palestino             | S/i |

### Rueda final
En esta rueda final participaron los seis primeros equipos de la anterior. Se dispone de información de la 4.º y 5.º fecha. 
| Santiago Morning     | 2:0 | Universidad de Chile | San Eugenio |
| Colo-Colo            | 2:1 | Audax Italiano       | S/i         |
| Universidad Católica | S/i | Santiago Wanderers   | S/i         |

| Universidad Católica | 2:1 | Universidad de Chile | Independencia |
| Colo-Colo            | 4:2 | Santiago Wanderers   | S/i           |
| Santiago Morning     | 2:2 | Audax Italiano       | S/i           |

## Tabla de Posiciones
Disputada la fase final entre los seis equipos clasificados a la última rueda, la tabla de posiciones quedó estructurada de la siguiente forma: 
| POS | Equipo               | PTS |
| --- | -------------------- | --- |
| 1.  | Universidad Católica | 30  |
| 2.  | Universidad de Chile | 27  |
| 3.  | Santiago Morning     | 22  |
| 4.  | Colo-Colo            | 21  |
| 5.  | Audax Italiano       | 19  |
| 5.  | Santiago Wanderers   | 19  |

## Campeón
|                      |
| Universidad Católica |
|                      |
| 5.° título           |